# Rhynchospiza
Genre
Rhynchospiza est un genre d'oiseaux de la famille des Passerellidae.

## Liste des espèces
Selon la classification de référence du Congrès ornithologique international (version 14.2, 2024) :
- Rhynchospiza stolzmanni (Taczanowski, 1877) — Bruant de Tumbes
- Rhynchospiza strigiceps (Gould, 1839) — Bruant à calotte rayée
- Rhynchospiza dabbenei (Hellmayr, 1912) — Bruant des yungas